# Piotr Rzewuski
Piotr Rzewuski (ur. 18 marca 1956 w Wołominie, zm. 4 stycznia 2022 w Warszawie) – polski działacz opozycji w okresie PRL.

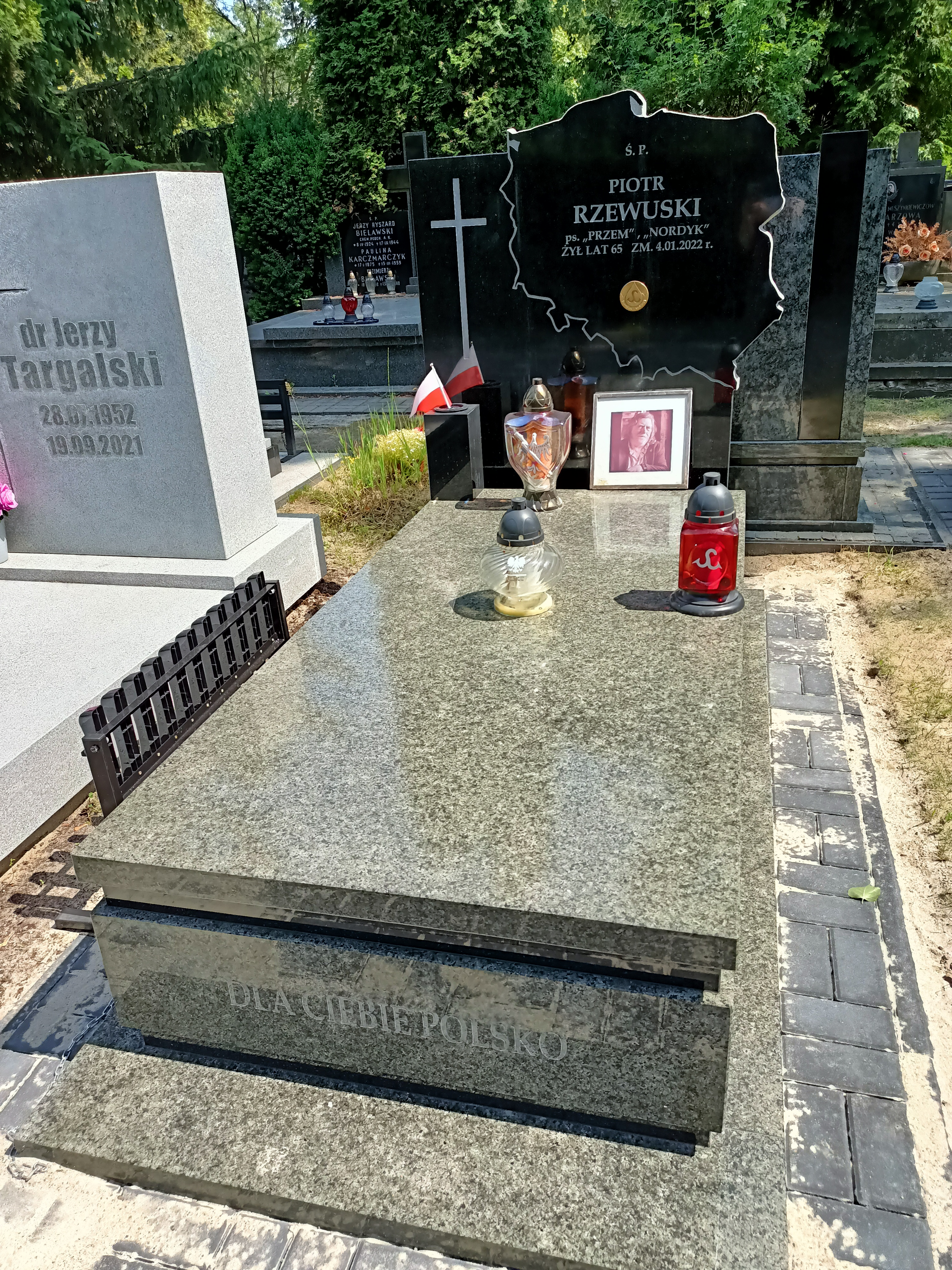
Grób Piotra Rzewuskiego na Cmentarzu Wojskowym na Powązkach

## Życiorys
W latach 80. XX wieku był działaczem opozycji jako członek Grupy Oporu „Solidarni” i Solidarności Walczącej. Organizował między innymi akcje ulotkowe oraz sieć kolportażu ulotek drugiego obiegu w Warszawie. W latach 1982–1985 był wraz z Jackiem Turskim wydawcą podziemnego pisma Druk. W latach 1982–1985 był również członkiem Grupy Oporu „Solidarni” w ramach której kierował tzw. grupą grochowską. Jako współpracownik Duszpasterstwa Ludzi Pracy Praga-Południe, koordynował między innymi akcje ulotkowe w Warszawie, Katowicach, Wrocławiu, Częstochowie, Poznaniu i Szczecinie.
4 listopada 1982 został aresztowany i osadzony w Areszcie Śledczym przy ul. Rakowieckiej na warszawskim Mokotowie. Zwolniony został w sierpniu 1983 na mocy amnestii. Ponownie aresztowany został 29 lipca 1985 i skazany przez Sąd Rejonowy dla Warszawy Pragi-Południe na 2,5 roku pozbawienia wolności za udział w akcjach ulotkowych. Zwolniony został na mocy amnestii 9 września 1986.
Po transformacji systemowej był organizatorem uroczystości patriotycznych na warszawskiej Pradze. Należał do inicjatorów budowy pomnika gen. Józefa Hallera na warszawskiej Pradze-Północ. Wydawał także lokalną gazetę Po prawej stronie.
Zmarł 4 stycznia 2022 i został pochowany na Cmentarzu Wojskowym na Powązkach w Warszawie.

## Wybrane odznaczenia
- Krzyż Komandorski Orderu Odrodzenia Polski (2009)[1][2]
- Krzyż Wolności i Solidarności (2019)[5][2]